# Chi Tú cầu
Chi Tú cầu (danh pháp khoa học: Hydrangea(/haɪˈdreɪndʒiə/)) là một chi thực vật có hoa trong họ Tú cầu (Hydrangeaceae) thực vật ôn đới ấm loài cây bản địa Đông Á (từ Nhật Bản đến Trung Quốc), vùng núi cao ở độ cao từ 1000m Nam Á, Đông Nam Á (Hymalaya, Indonesia) và châu Mỹ. Chúng là loài cây thân mộc, hoa vô tính. Hầu hết các loài tú cầu có hoa màu trắng, tuy nhiên vài loài (điển hình là H. macrophylla) có màu hoa thay đổi phụ thuộc vào độ pH của đất, lúc đầu hoa màu trắng sau biến dần thành màu lam hay màu hồng, màu hoa phụ thuộc vào độ pH của thổ nhưỡng, ưa bóng râm ẩm thấp đây là loài ưa khí hậu mát mẻ khoảng 15 đến 25 độ C. Tất cả bộ phận của cây chứa độc tố có thể gây ngộ độc ở người khi ăn phải.
Cây được trồng nhiều ở Nhật Bản, Trung Quốc, Hàn Quốc, Hoa Kỳ, Pháp... ở Việt Nam hoa được biết đến nhiều nhất ở Đà Lạt, Sapa, Tam Đảo...
Cây được nhân giống chủ yếu bằng giâm hom cành và chiết cành.

## Một số loài

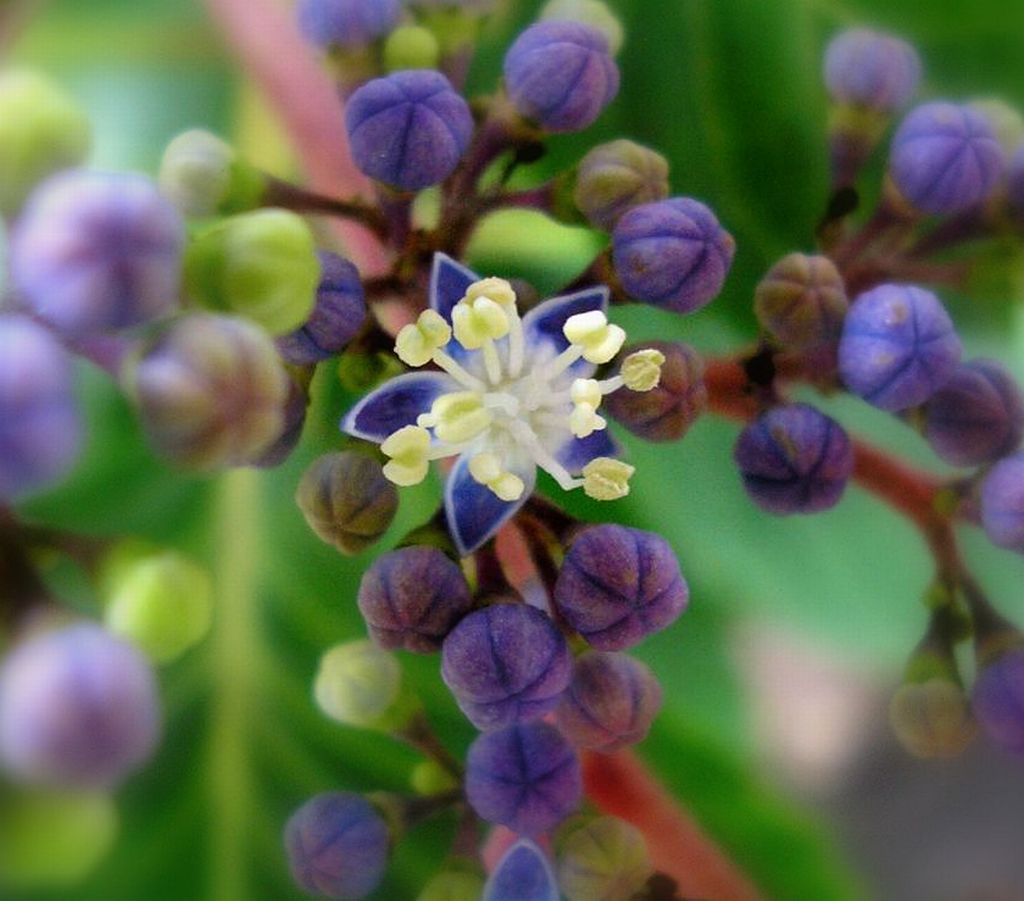
Hoa.

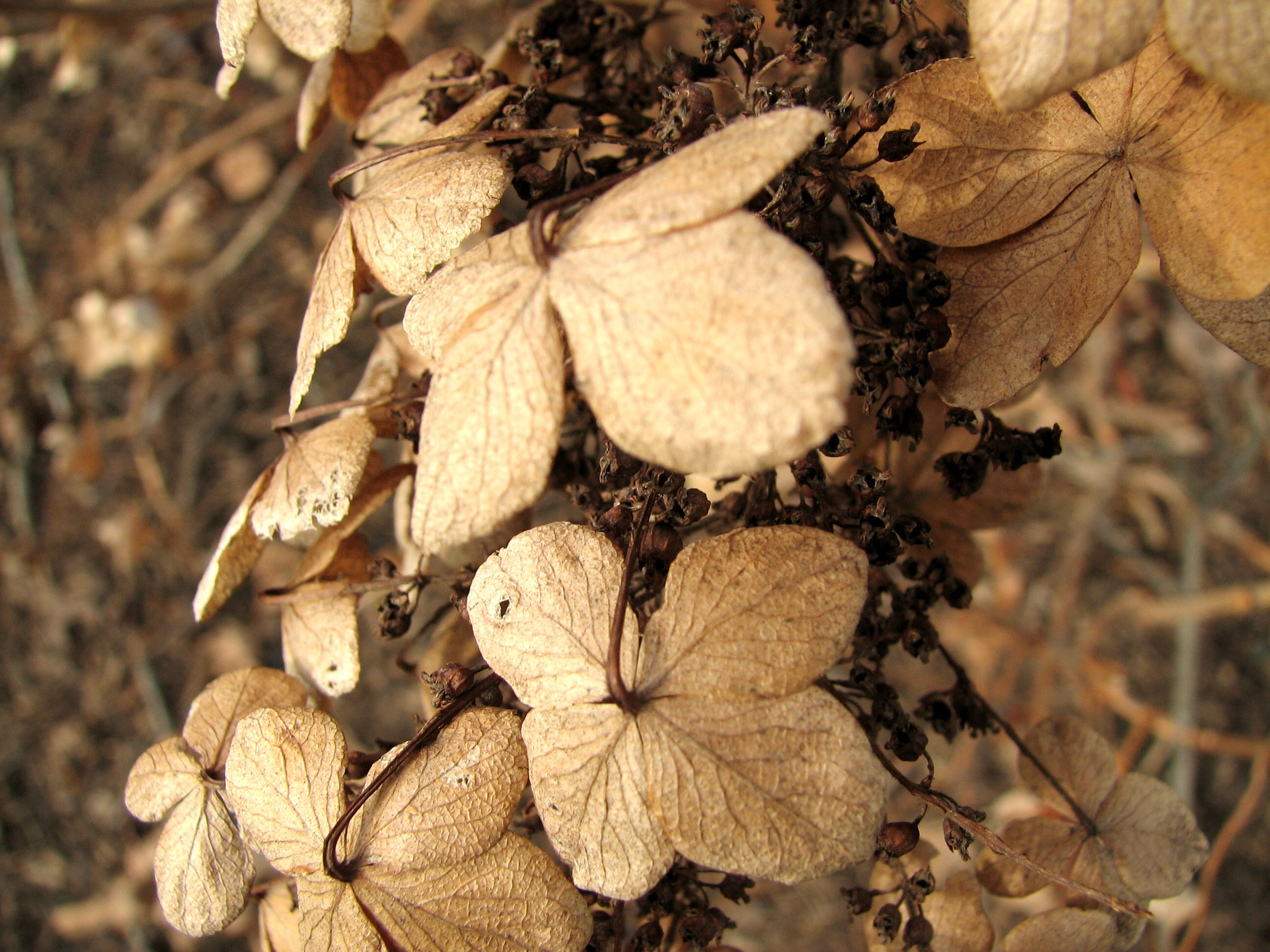
Hoa chết trong mùa đông.

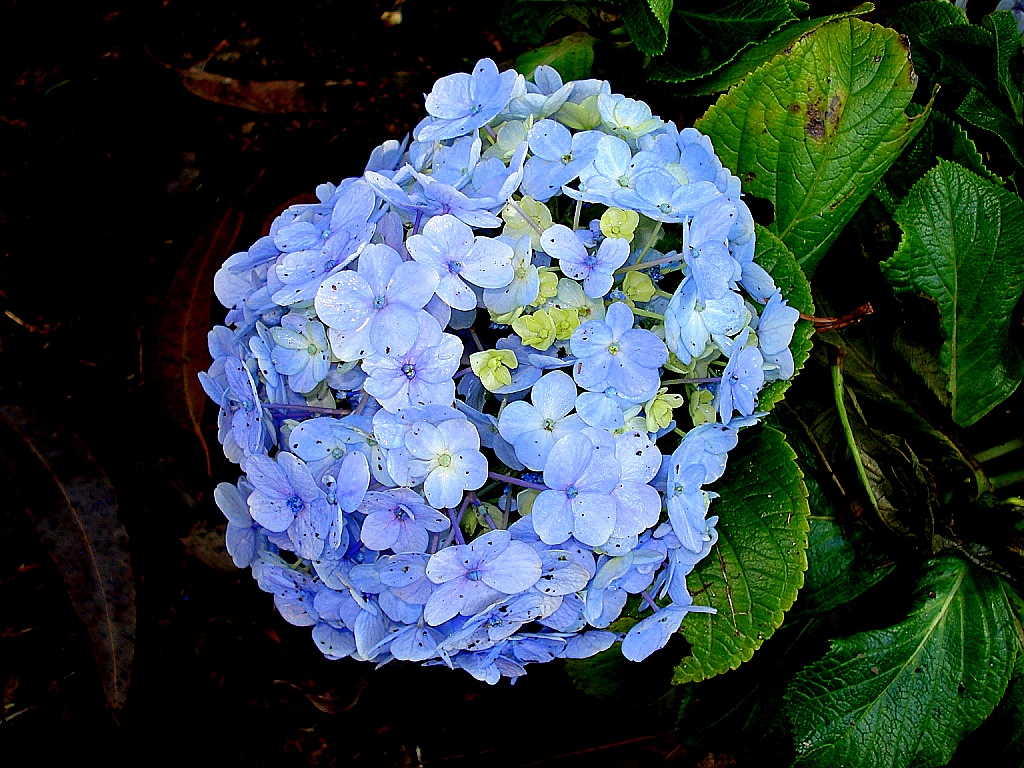
Cẩm tú cầu (Hydrangea macrophylla)

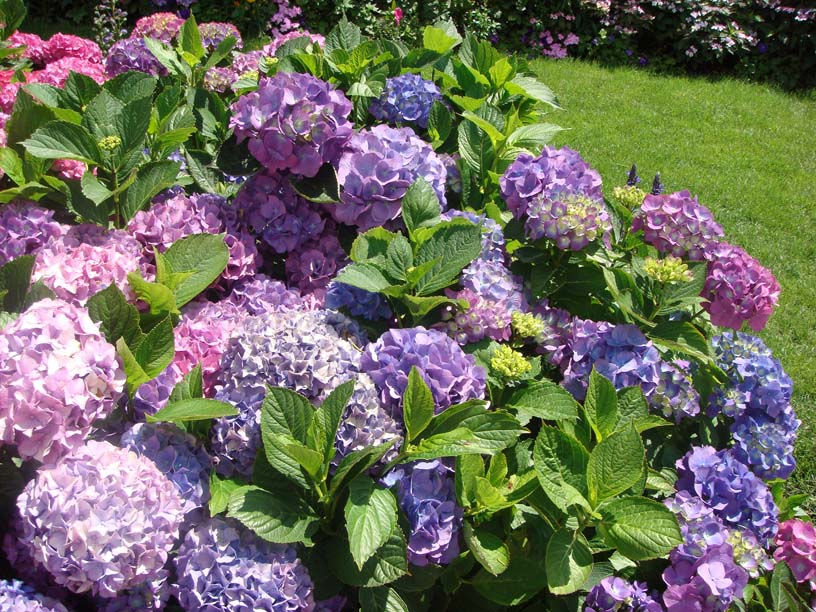
Tú cầu trước tòa nhà Office de Tourisme tại Chartres, Pháp.

- Hydrangea anomala (tú cầu leo). Himalaya, tây nam Trung Quốc.
- Hydrangea arborescens (tú cầu nhẵn). Đông Bắc Mỹ.
- Hydrangea aspera. Trung Quốc, Himalaya.
- Hydrangea bretschneideri. Trung Quốc.
- Hydrangea candida. Trung Quốc.
- Hydrangea caudatifolia. Trung Quốc.
- Hydrangea chinensis. Trung Quốc.
- Hydrangea chungii. Trung Quốc.
- Hydrangea cinerea (tú cầu tro). miền đông Hoa Kỳ.
- Hydrangea coacta. Trung Quốc.
- Hydrangea coenobialis. Trung Quốc.
- Hydrangea davidii. Trung Quốc.
- Hydrangea dumicola. Trung Quốc.
- Hydrangea gracilis. Trung Quốc.
- Hydrangea heteromalla. Himalaya, tây và bắc Trung Quốc.
- Hydrangea hirta. Nhật Bản.
- Hydrangea hypoglauca. Trung Quốc.
- Hydrangea integrifolia. Trung Quốc.
- Hydrangea involucrata. Nhật Bản, Đài Loan.
- Hydrangea kawakamii. Đài Loan.
- Hydrangea kwangsiensis. Trung Quốc.
- Hydrangea kwangtungensis. Trung Quốc.
- Hydrangea lingii. Trung Quốc.
- Hydrangea linkweiensis. Trung Quốc.
- Hydrangea longifolia. Trung Quốc.
- Hydrangea longipes. miền tây Trung Quốc.
- Hydrangea macrocarpa. Trung Quốc.
- Hydrangea macrophylla cẩm tú cầu, tử dương, tú cầu lá to. Hàn Quốc, miền nam Nhật Bản.
- Hydrangea mangshanensis. Trung Quốc.
- Hydrangea paniculata (tú cầu có chùy). miền đông Trung Quốc, Hàn Quốc, Nhật Bản, Sakhalin.
- Hydrangea petiolaris (tú cầu leo). Nhật Bản, Hàn Quốc, Sakhalin.
- Hydrangea quercifolia (tú cầu lá sồi). đông nam Hoa Kỳ.
- Hydrangea radiata (tú cầu lá bạc). đông nam Hoa Kỳ.
- Hydrangea robusta. Trung Quốc, Himalaya.
- Hydrangea sargentiana. miền tây Trung Quốc.
- Hydrangea scandens. miền nam Nhật Bản về phía nam tới Philippines.
- Hydrangea serrata. Nhật Bản, Hàn Quốc.
- Hydrangea serratifolia. Chile, miền tây Argentina.
- Hydrangea stenophylla. Trung Quốc.
- Hydrangea strigosa. Trung Quốc.
- Hydrangea stylosa. Trung Quốc.
- Hydrangea sungpanensis. Trung Quốc.
- Hydrangea xanthoneura. Trung Quốc.
- Hydrangea zhewanensis. Trung Quốc.

## Điều chỉnh màu hoa
Hầu hết các loài tú cầu có hoa màu trắng, tuy nhiên vài loài (điển hình là H. macrophylla) có màu hoa thay đổi phụ thuộc vào độ pH của đất, nếu đất có độ pH nhỏ hơn 7 (đất chua) sẽ cho hoa màu lam, nếu đất có độ pH là 7 thì cây cho hoa màu trắng sữa, nếu đất có độ pH lớn hơn 7 cây cho hoa màu hồng hoặc màu tím nên có thể diều chỉnh màu hoa thông qua việc điều chỉnh độ pH của đất trồng.
Muốn hoa có màu lam vào mùa hè thu bón dung dịch chloride sắt hay có thể chôn vài cây đinh gỉ vào gốc cây hoặc cũng có thể chôn vào đất một ít chloride nhôm, chloride magnesi. Muốn hoa có màu hồng có thể bón vào đất một ít vôi bột.

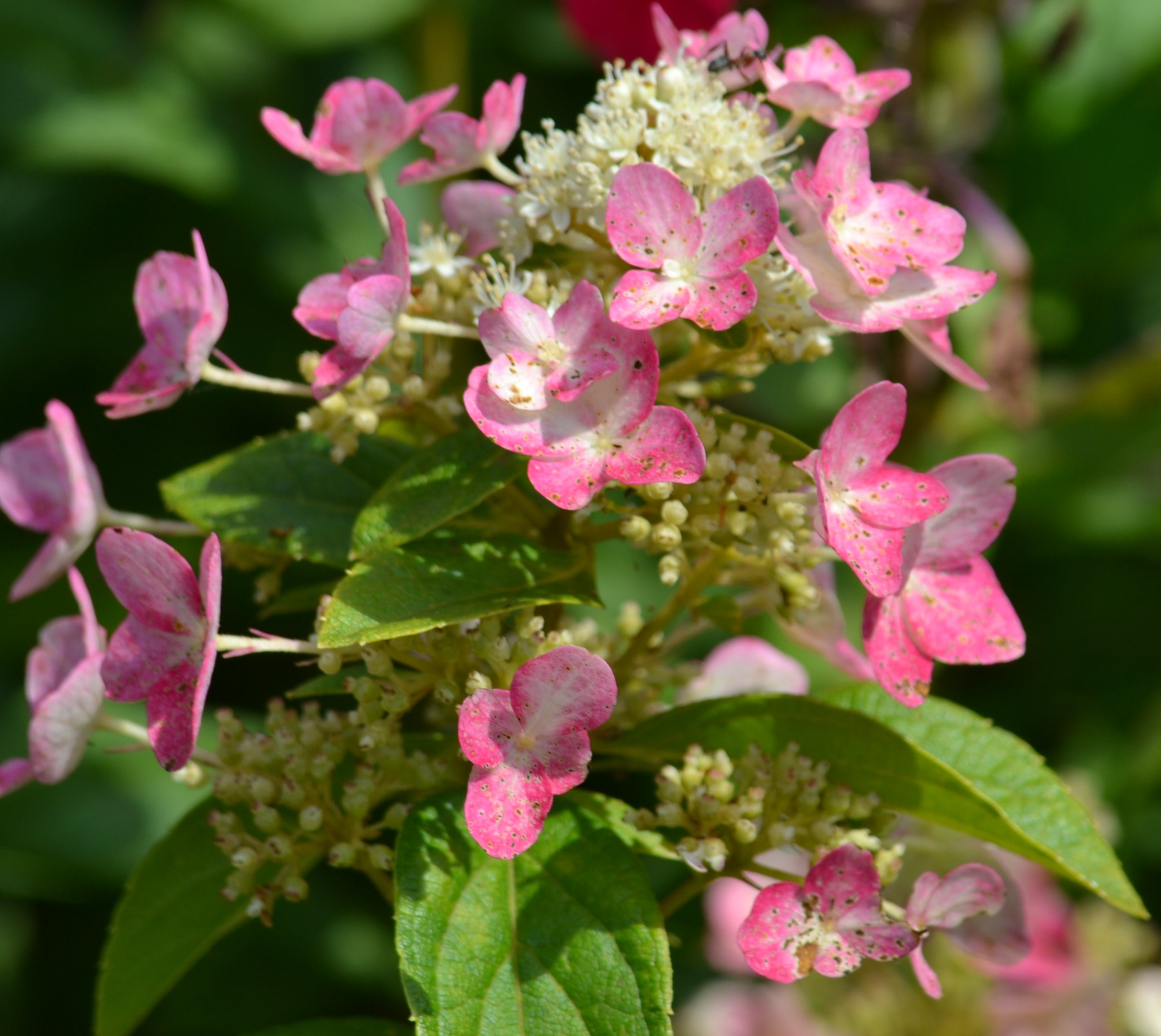
Hydrangea paniculata
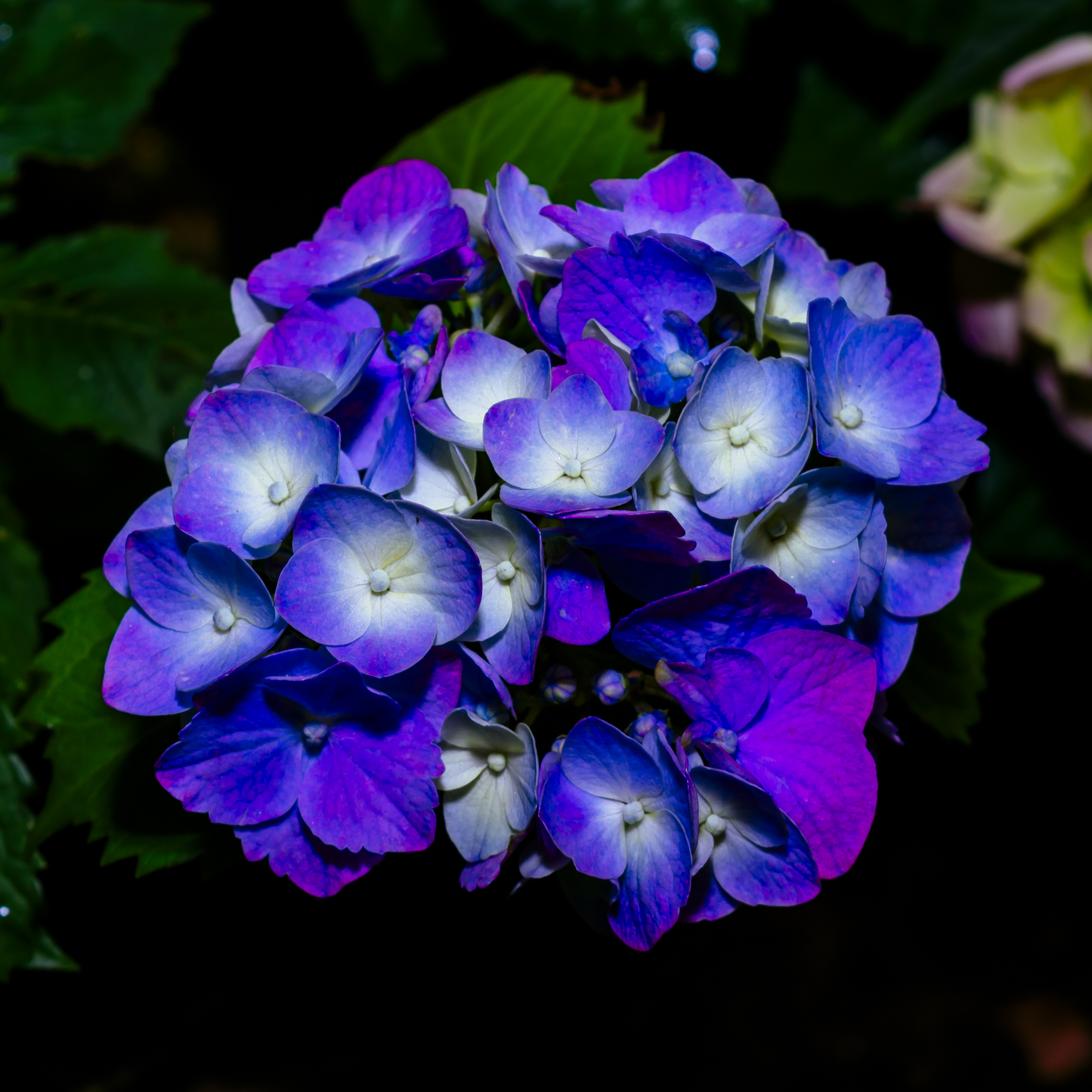
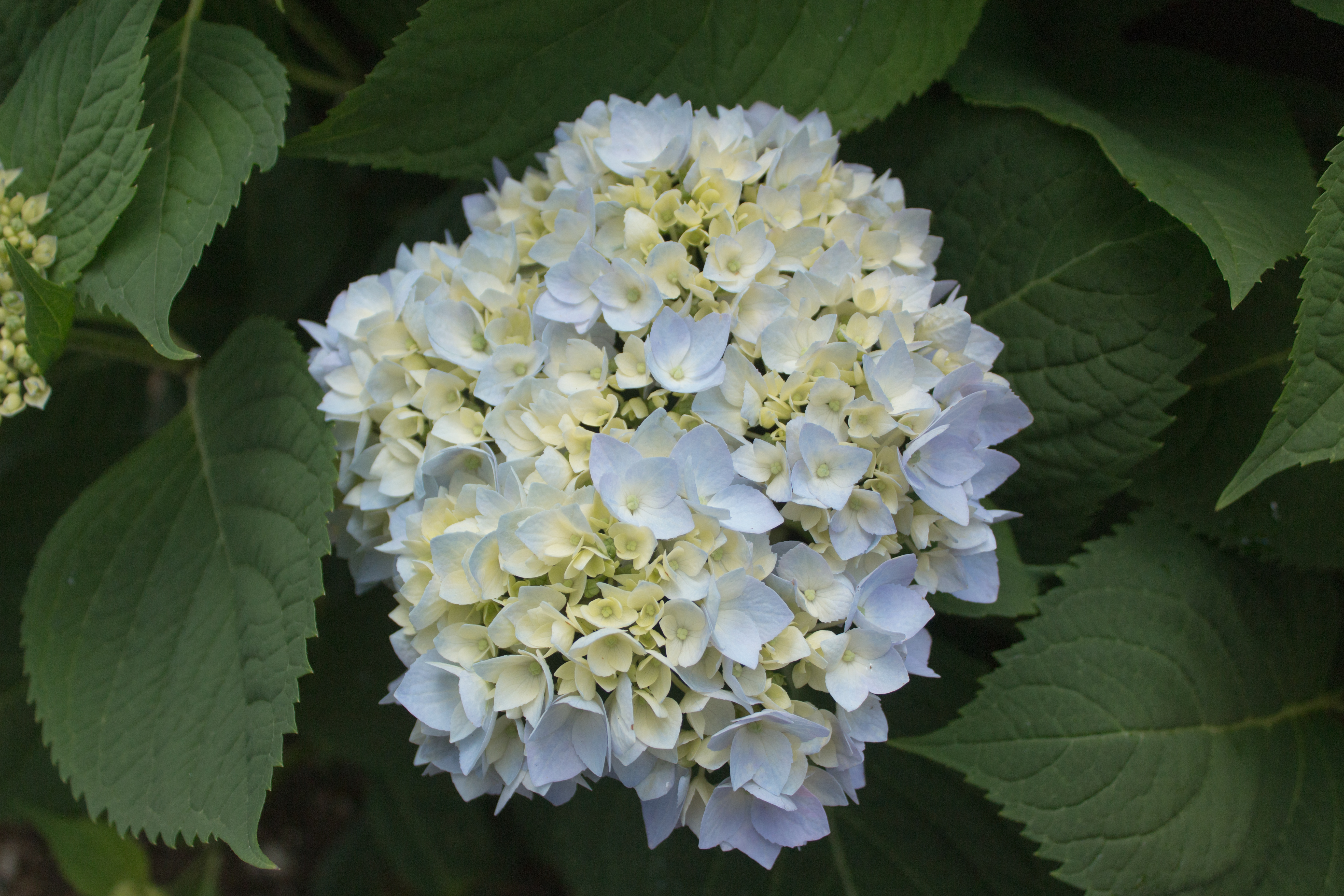
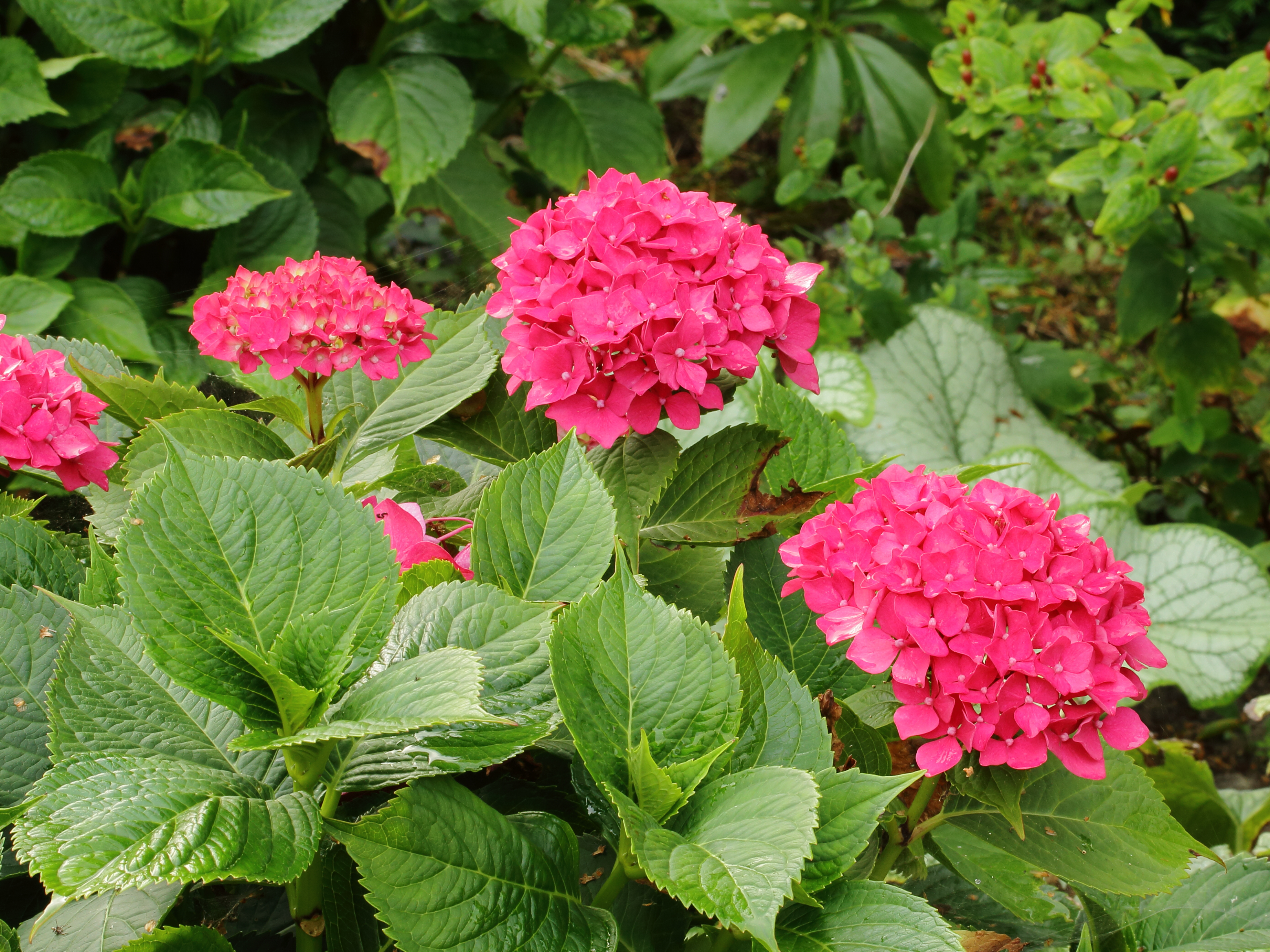
Hydrangea macrophylla
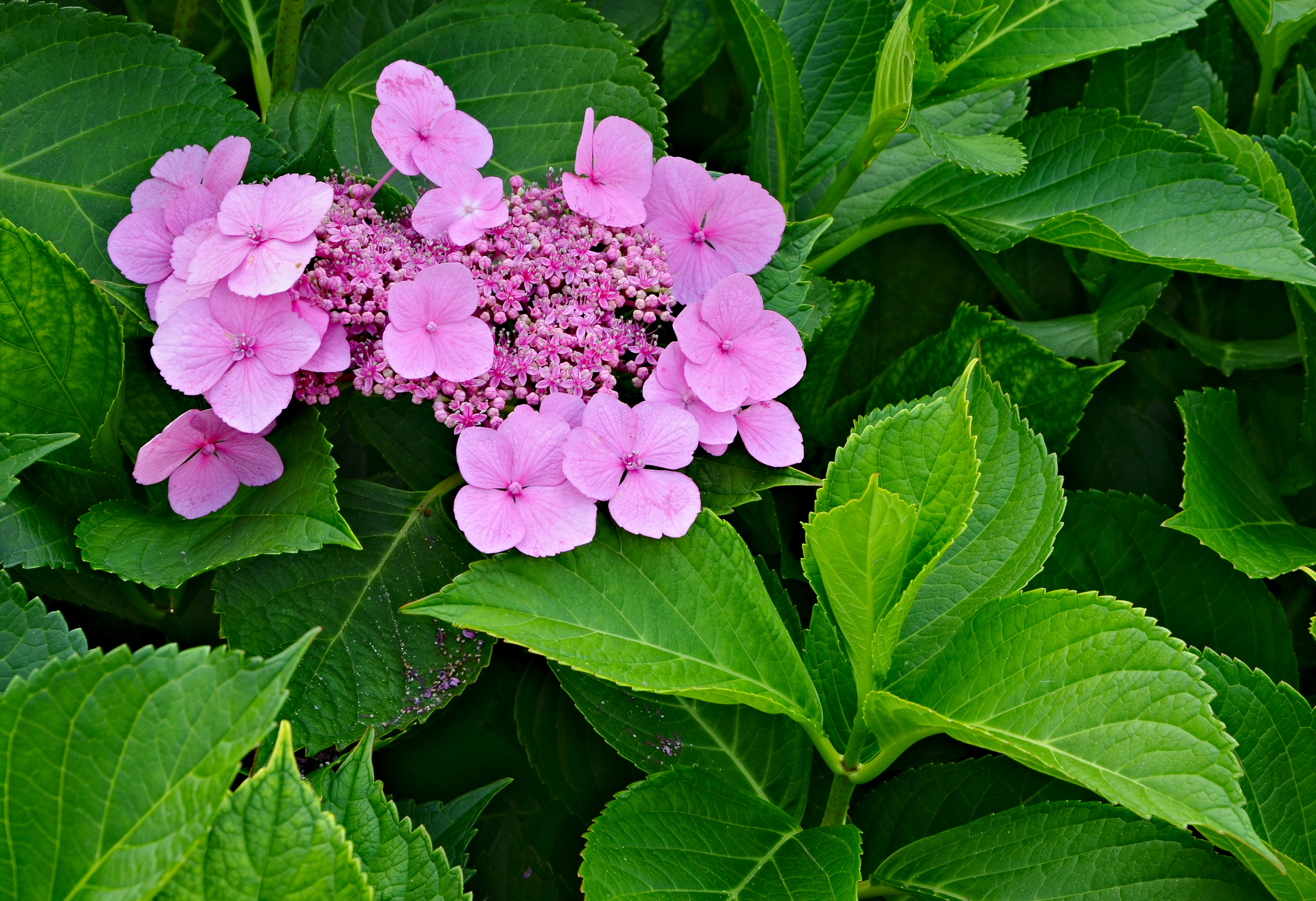
Hydrangea macrophylla
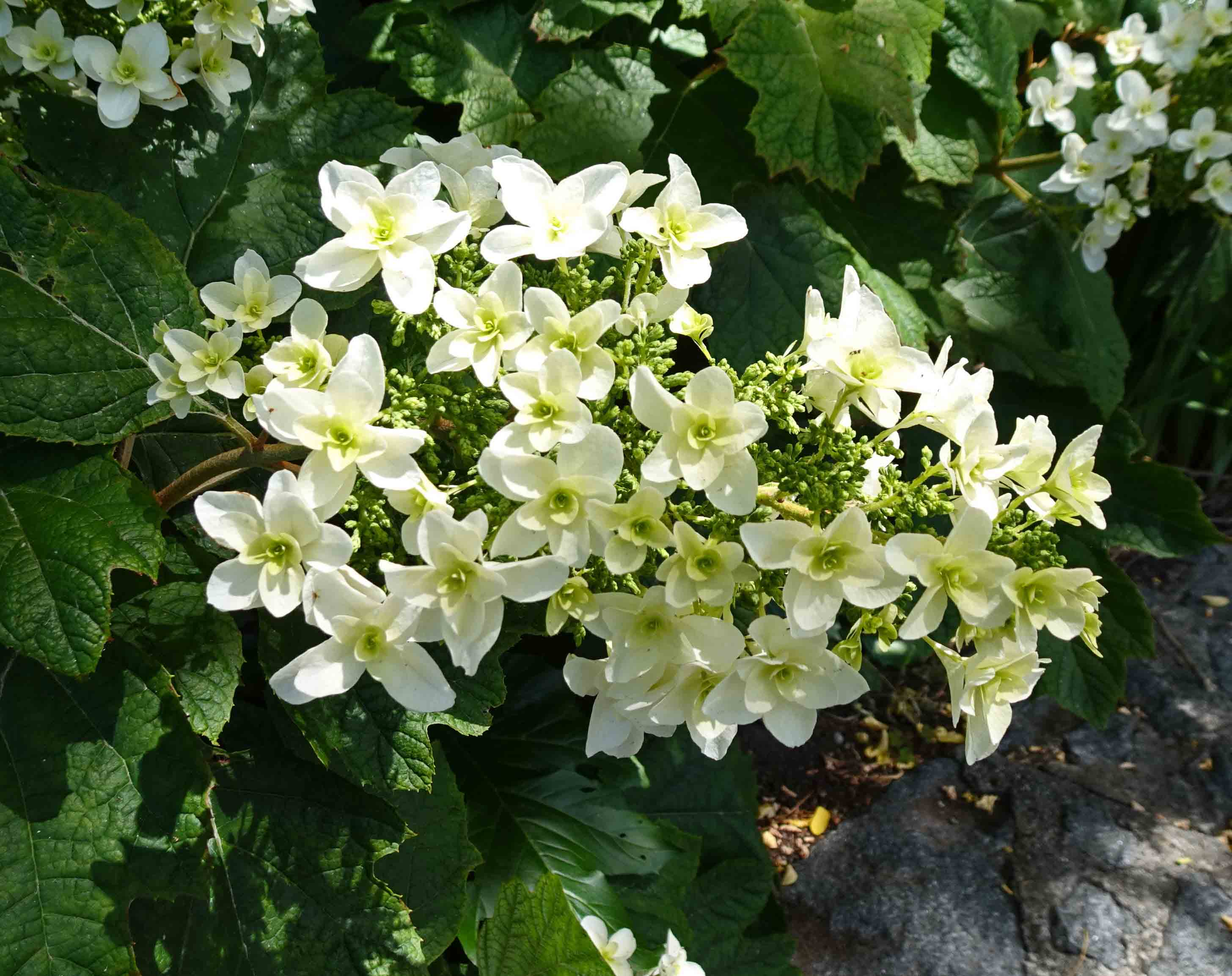
Hydrangea quercifolia